# Xirguiali
Xirguiali (en rus: Ширгиялы) és un poble de la República de Marí El, a Rússia, que en el cens del 2010 tenia 64 habitants. Pertany al districte rural de Kozmodemiansk.